# Bahamy na Mistrzostwach Świata w Lekkoatletyce 2013
Bahamy na Mistrzostwach Świata w Lekkoatletyce 2013 – reprezentacja Bahamów podczas czempionatu w Moskwie liczyła 26 zawodników.

## Występy reprezentantów Argentyny

### Mężczyźni

#### Konkurencje biegowe
| Konkurencja                | Zawodnik                                                                                 | Eliminacje | Eliminacje | Półfinał   | Półfinał | Finał    | Finał   |
| Konkurencja                | Zawodnik                                                                                 | Rezultat   | Pozycja    | Rezultat   | Pozycja  | Rezultat | Pozycja |
| -------------------------- | ---------------------------------------------------------------------------------------- | ---------- | ---------- | ---------- | -------- | -------- | ------- |
| Bieg na 100 m              | Shavez Hart                                                                              | 10,36      | 36.        | NQ         | NQ       | NQ       | NQ      |
| Bieg na 200 m              | Jamial Rolle                                                                             | 21,40      | 44.        | NQ         | NQ       | NQ       | NQ      |
| Bieg na 400 m              | Chris Brown                                                                              | 45,39      | 12. Q      | 45,18 (SB) | 10.      | NQ       | NQ      |
| Bieg na 400 m              | Ramon Miller                                                                             | 46,65      | 27.        | NQ         | NQ       | NQ       | NQ      |
| Bieg na 400 m              | LaToy Williams                                                                           | 47,53      | 29.        | NQ         | NQ       | NQ       | NQ      |
| Bieg na 400 m przez płotki | Jeffery Gibson                                                                           | 50,25      | 27. Q      | 50,51      | 21.      | NQ       | NQ      |
| Sztafeta 4 x 100 m         | Warren Fraser Adrian Griffith Shavez Hart Trevorvano Mackey Michael Mathieu Jamial Rolle | 38,70 (NR) | 14.        | —          | —        | NQ       | NQ      |
| Sztafeta 4 x 400 m         | Chris Brown O’Jay Ferguson Michael Mathieu Ramon Miller Wesley Neymour LaToy Williams    | 3:32,91    | 13.        | —          | —        | NQ       | NQ      |

#### Konkurencje techniczne
| Konkurencja | Zawodnik      | Eliminacje | Eliminacje | Finał     | Finał   |
| Konkurencja | Zawodnik      | Rezultat   | Pozycja    | Rezultat  | Pozycja |
| ----------- | ------------- | ---------- | ---------- | --------- | ------- |
| Skok wzwyż  | Ryan Ingraham | 2,26       | 8. q       | 2,25      | 10.     |
| Skok wzwyż  | Donald Thomas | 2,29       | 5. q       | 2,32 (SB) | 6.      |

### Kobiety

#### Konkurencje biegowe
| Konkurencja        | Zawodnik                                                                                                   | Eliminacje | Eliminacje | Półfinał | Półfinał | Finał    | Finał   |
| Konkurencja        | Zawodnik                                                                                                   | Rezultat   | Pozycja    | Rezultat | Pozycja  | Rezultat | Pozycja |
| ------------------ | --- | ---------- | ---------- | -------- | -------- | -------- | ------- |
| Bieg na 100 m      | Caché Armbrister                                                                                           | 11,55      | 30.        | NQ       | NQ       | NQ       | NQ      |
| Bieg na 100 m      | Sheniqua Ferguson                                                                                          | 11,33      | 19. Q      | 11,35    | 16.      | NQ       | NQ      |
| Bieg na 200 m      | Shaunae Miller                                                                                             | 22,72      | 5. Q       | 22,64    | 5. Q     | 22,74    | 4.      |
| Bieg na 200 m      | Nivea Smith                                                                                                | 23,25      | 27.        | NQ       | NQ       | NQ       | NQ      |
| Bieg na 200 m      | Anthonique Strachan                                                                                        | 22,66      | 3. Q       | 22,81    | 9.       | NQ       | NQ      |
| Sztafeta 4 × 100 m | Caché Armbrister Sheniqua Ferguson Debbie Ferguson-McKenzie Shaunae Miller Nivea Smith Anthonique Strachan | DSQ        | DSQ        | —        | —        | NQ       | NQ      |
| Sztafeta 4 × 400 m | Miriam Byfield Lanece Clarke Shakeitha Henfield Amara Jones Cotrell Martin                                 | 3:32,91    | 13.        | —        | —        | NQ       | NQ      |

#### Konkurencje techniczne
| Konkurencja | Zawodnik      | Eliminacje | Eliminacje | Finał    | Finał   |
| Konkurencja | Zawodnik      | Rezultat   | Pozycja    | Rezultat | Pozycja |
| ----------- | ------------- | ---------- | ---------- | -------- | ------- |
| Skok w dal  | Bianca Stuart | 6,35       | 24.        | NQ       | NQ      |